# Arijandas Šliupas

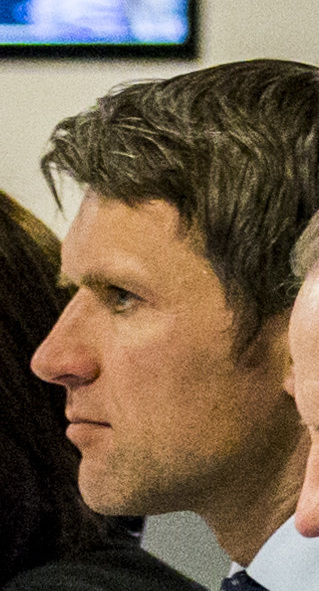
Arijandas Šliupas

Arijandas Šliupas (* 18. August 1973 in Šiauliai) ist ein litauischer Manager und Politiker.

## Leben
Nach dem Abitur absolvierte Šliupas von 1991 bis 1997 das Masterstudium der internationalen Beförderung und Logistik an der Vilniaus Gedimino technikos universitetas und von 2005 bis 2007 das MBA-Studium an der ISM Vadybos ir ekonomikos universitetas. Von 1995 bis 2003 arbeitete er bei UAB "DSV" (UAB "DFDS Transport"), von 2007 bis 2012 war er Generaldirektor von VĮ „Kauno aerouostas“ (Flughafen Kaunas). Von 2004 bis 2005 war er Direktor bei UAB „Nordnet“ (UAB „Paskirstymo sistemų valdymas“) und von 2005 bis 2007 Generaldirektor von UAB „Balti logistika“.
2012 war er Kommerzdirektor bei UAB „Litcargus“. 
Seit Dezember 2012 ist er stellvertretender Verkehrsminister Litauens.
Šliupas ist verheiratet. Mit seiner Frau hat er den Sohn Jonas.